# Arethusana erythia
Arethusana erythia är en fjärilsart som beskrevs av Jacob Hübner 1804. Arethusana erythia ingår i släktet Arethusana och familjen praktfjärilar. Inga underarter finns listade i Catalogue of Life.